# Manuel de Hermenegildo Salinas
Manuel Hermenegildo Salinas (Madrid, 13 de març de 1959) és un enginyer informàtic espanyol.
Es llicencià en Enginyeria de Telecomunicació per la Universitat Politècnica de Madrid en 1981 i en 1986 es va doctorar en Ciències i Enginyeria de la Computació a la Universitat de Texas a Austin. De 1987 a 1990 va treballar com a professor al Departament d'Informàtica de la Universitat de Texas i en 1990 va obtenir la càtedra en la Facultat d'Informàtica de la UPM i dirigeix l'Institut IMDEA Softwarei, dedicat a la recerca en tecnologies de desenvolupament programari. Entre 2003 i 2008 va ocupar la Càtedra Príncep d'Astúries en Ciència i Tecnologia Informàtiques a la Universitat de Nou Mèxic.
En el sector privat, de 1986 a 1989 ha estat director de recerca de l'empresa Microelectronics and Computer Technology Corporation. Ha estat membre del consell científic del CSIC, del grup
assessor d'alt nivell del programa de recerca en tecnologies per a la societat de la informació de la Comissió Europea (ISTAG), ha format part dels consells rectors d'Iberdrola, del CIEMAT, del patronat de la Fundació Espanyola per a la Ciència i la Tecnologia, representant espanyol en el Comitè Assessor en Recerca de la Unió Europea (CREST). També fou Director General de Recerca del Ministeri de Ciència i Tecnologia de 2000 a 2002.
La seva recerca se centra en el disseny i implementació de llenguatges de programació, l'anàlisi, verificació i depuració de programes basat en interpretació abstracta, els compiladors paral·lelitzants i la computació paral·lela i distribuïda. En 2005 va obtenir el Premi Nacional d'Investigació Julio Rey Pastor i el Premi Aritmel per les seves aportacions al món del programari. En 2010 fou escollit membre de l'Academia Europaea.